# Zillimata scintillans
Zillimata scintillans là một loài nhện trong họ Zodariidae. Chúng được Octavius Pickard-Cambridge miêu tả năm 1869.